# Sauveterre (Gers)
Pour les articles homonymes, voir Sauveterre.
Sauveterre (Sauvatèrra en gascon)
est une commune française située dans le sud-est du département du Gers en région Occitanie. Sur le plan historique et culturel, la commune est dans le Savès, une petite province gasconne correspondant au cours moyen de la Save.
Exposée à un climat océanique altéré, elle est drainée par la Save, la Gesse, l'Esquinson, le ruisseau de Moysenne et par divers autres petits cours d'eau.
Sauveterre est une commune rurale qui compte 281 habitants en 2022, après avoir connu un pic de population de 907 habitants en 1846.  Ses habitants sont appelés les Sauveterriens ou  Sauveterriennes.

## Géographie

### Localisation
Sauveterre est une commune du Savès située à flanc de coteau dans un paysage très vallonné. L'habitat est assez dispersé et on trouve environ une maison sur chaque colline. Sauveterre est à quelques kilomètres de Lombez et Samatan où se trouvent les commerces, un boulanger passe deux fois par semaine.

### Communes limitrophes
Sauveterre est limitrophe de six autres communes.
| Gaujac    | Montamat   |        |
|           | Sauveterre | Lombez |
| Sabaillan | Cadeillan  | Espaon |

### Géologie et relief
La superficie de la commune est de 1 645 hectares ; son altitude varie de 170  à   311 mètres.
Au point le plus haut du village (le Tupet), la vue est dégagée par les vallées de la Save et de la Gesse et la situation est en recul perpendiculaire central par rapport à l'ensemble des massifs pyrénéens. Cette situation spécifique a permis l'installation d'une table d'orientation afin de situer (lorsqu'ils sont visibles) la plupart des sommets de plus de 2000 mètres d'altitude des Pyrénées : Canigou, Pique d'Estats, Mont Vallier, Aneto, Posets, Arbizon, Pic du Midi de Bigorre, Balaïtous, Pic d'Anie, Néouvielle, Maubermé, Tuc de Crabère, Pic Long, etc.
Sauveterre se situe en zone de sismicité 2 (sismicité faible).

### Hydrographie

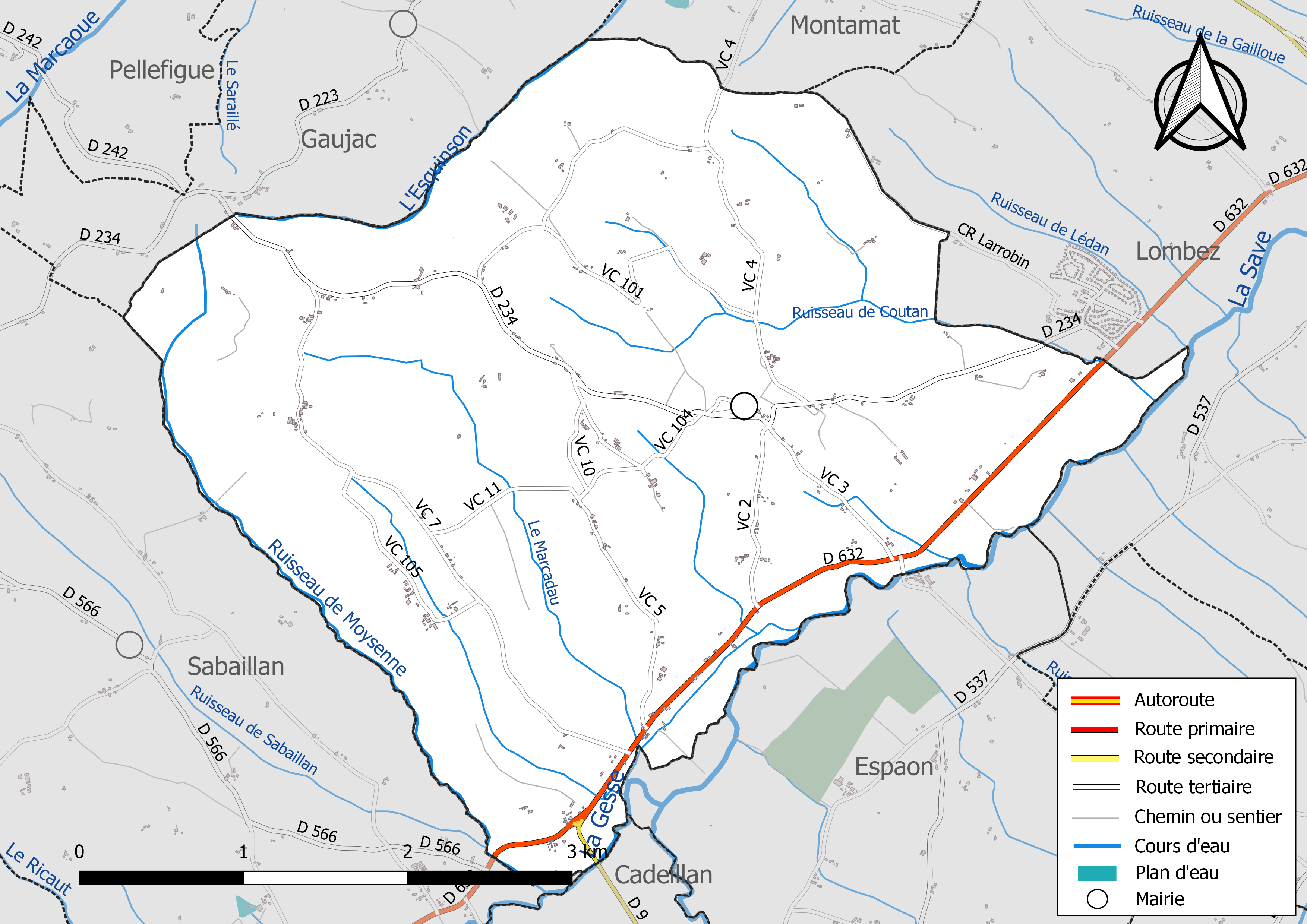
Réseaux hydrographique et routier de Sauveterre.

La commune est dans le bassin de la Garonne, au sein du bassin hydrographique Adour-Garonne. Elle est drainée par la Save, la Gesse, l'Esquinson, le ruisseau de Moysenne, le Marcadau, le Marcadau, le ruisseau de Coutan, le ruisseau de Lédan, le ruisseau d'en Courneil et par divers petits cours d'eau, qui constituent un réseau hydrographique de 24 km de longueur totale,.
La Save, d'une longueur totale de 143 km, prend sa source dans la commune de Lannemezan et s'écoule du sud-ouest vers le nord-est. Elle traverse la commune et se jette dans la Garonne à Grenade, après avoir traversé 46 communes.
La Gesse, d'une longueur totale de 52,1 km, prend sa source dans la commune d'Arné et s'écoule vers le nord-est. Elle traverse la commune et se jette dans la Save à Espaon, après avoir traversé 21 communes.
L'Esquinson, d'une longueur totale de 13,8 km, prend sa source dans la commune et s'écoule du sud-ouest vers le nord-est. Il traverse la commune et se jette dans la Save à Samatan, après avoir traversé 7 communes.

### Climat
Pour des articles plus généraux, voir Climat de l'Occitanie et Climat du Gers.
En 2010, le climat de la commune est de type climat du Bassin du Sud-Ouest, selon une étude s'appuyant sur une série de données couvrant la période 1971-2000. En 2020, Météo-France publie une typologie des climats de la France métropolitaine dans laquelle la commune est exposée à un climat océanique altéré et est dans la région climatique Aquitaine, Gascogne, caractérisée par une pluviométrie abondante au printemps, modérée en automne, un faible ensoleillement au printemps, un été chaud (19,5 °C), des vents faibles, des brouillards fréquents en automne et en hiver et des orages fréquents en été (15 à 20 jours).
Pour la période 1971-2000, la température annuelle moyenne est de 13,1 °C, avec une amplitude thermique annuelle de 15,9 °C. Le cumul annuel moyen de précipitations est de 747 mm, avec 9,4 jours de précipitations en janvier et 5,9 jours en juillet. Pour la période 1991-2020, la température moyenne annuelle observée sur la station météorologique la plus proche, située sur la commune de Lahas à 11 km à vol d'oiseau, est de 13,9 °C et le cumul annuel moyen de précipitations est de 633,5 mm,. Pour l'avenir, les paramètres climatiques de la commune estimés pour 2050 selon différents scénarios d'émission de gaz à effet de serre sont consultables sur un site dédié publié par Météo-France en novembre 2022.

### Milieux naturels et biodiversité
Aucun espace naturel présentant un intérêt patrimonial n'est recensé sur la commune dans l'inventaire national du patrimoine naturel,,.

## Urbanisme

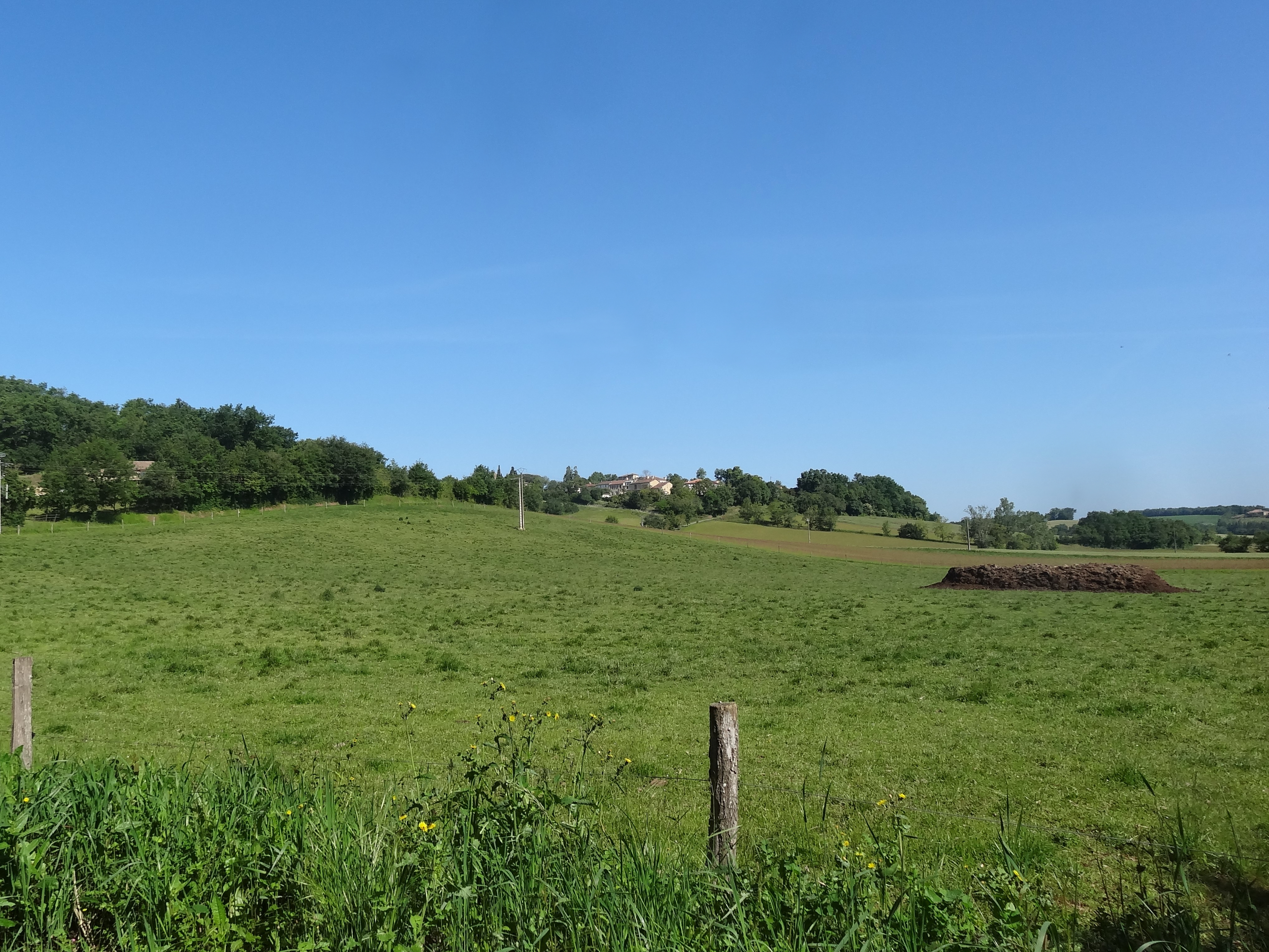
La commune s'inscrit dans un cadre rural.

### Typologie
Au 1er janvier 2024, Sauveterre est catégorisée commune rurale à habitat très dispersé, selon la nouvelle grille communale de densité à sept niveaux définie par l'Insee en 2022.
Elle est située hors unité urbaine et hors attraction des villes,.

### Occupation des sols
L'occupation des sols de la commune, telle qu'elle ressort de la base de données européenne d’occupation biophysique des sols Corine Land Cover (CLC), est marquée par l'importance des territoires agricoles (98 % en 2018), une proportion sensiblement équivalente à celle de 1990 (98,5 %). La répartition détaillée en 2018 est la suivante : 
terres arables (92,6 %), zones agricoles hétérogènes (5,4 %), forêts (1,5 %), espaces verts artificialisés, non agricoles (0,5 %). L'évolution de l’occupation des sols de la commune et de ses infrastructures peut être observée sur les différentes représentations cartographiques du territoire : la carte de Cassini (XVIIIe siècle), la carte d'état-major (1820-1866) et les cartes ou photos aériennes de l'IGN pour la période actuelle (1950 à aujourd'hui).

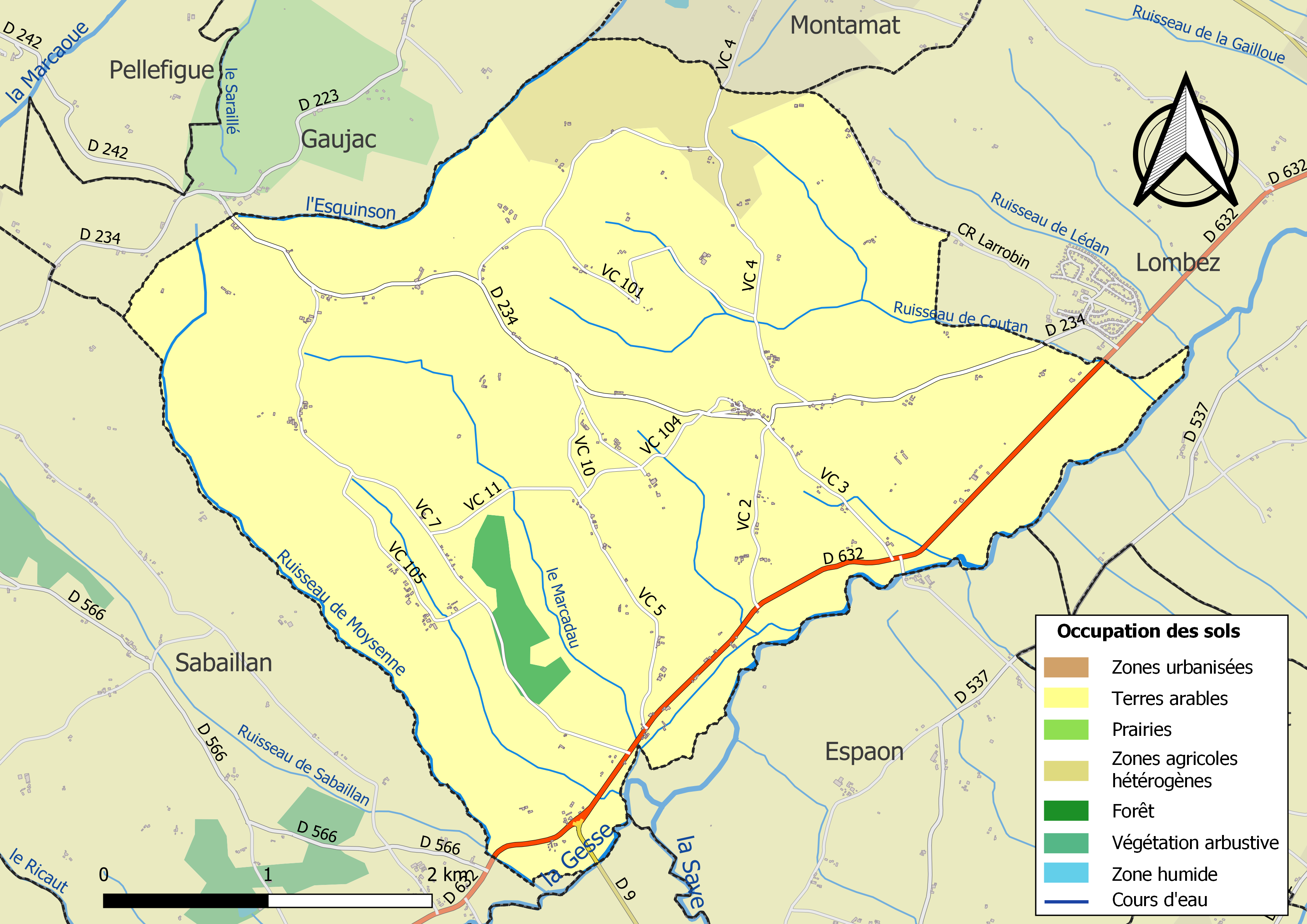
Carte des infrastructures et de l'occupation des sols de la commune en 2018 (CLC).

### Voies de communication et transports
Accès avec la routes départementales D 149.

### Risques majeurs
Le territoire de la commune de Sauveterre est vulnérable à différents aléas naturels : météorologiques (tempête, orage, neige, grand froid, canicule ou sécheresse), inondations et séisme (sismicité faible). Un site publié par le BRGM permet d'évaluer simplement et rapidement les risques d'un bien localisé soit par son adresse soit par le numéro de sa parcelle.
Certaines parties du territoire communal sont susceptibles d’être affectées par le risque d’inondation par débordement de cours d'eau, notamment la Save, la Gesse et l'Esquinson. La cartographie des zones inondables en ex-Midi-Pyrénées réalisée dans le cadre du XIe Contrat de plan État-région, visant à informer les citoyens et les décideurs sur le risque d’inondation, est accessible sur le site de la DREAL Occitanie. La commune a été reconnue en état de catastrophe naturelle au titre des dommages causés par les inondations et coulées de boue survenues en 1999 et 2009,.

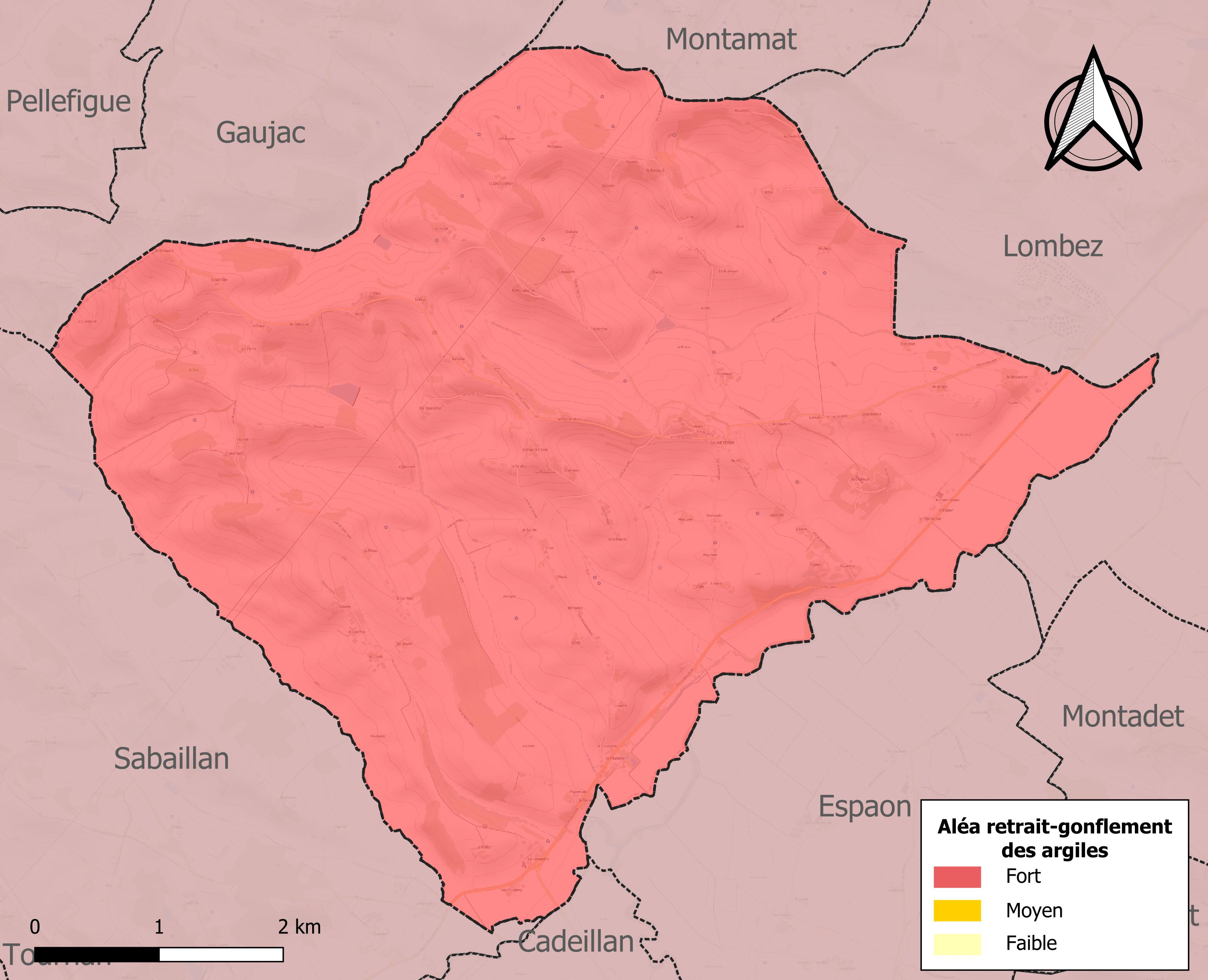
Carte des zones d'aléa retrait-gonflement des sols argileux de Sauveterre.

Le retrait-gonflement des sols argileux est susceptible d'engendrer des dommages importants aux bâtiments en cas d’alternance de périodes de sécheresse et de pluie. La totalité de la commune est en aléa moyen ou fort (94,5 % au niveau départemental et 48,5 % au niveau national). Sur les 152 bâtiments dénombrés sur la commune en 2019, 152 sont en aléa moyen ou fort, soit 100 %, à comparer aux 93 % au niveau départemental et 54 % au niveau national. Une cartographie de l'exposition du territoire national au retrait gonflement des sols argileux est disponible sur le site du BRGM,.
Par ailleurs, afin de mieux appréhender le risque d’affaissement de terrain, l'inventaire national des cavités souterraines permet de localiser celles situées sur la commune.
Concernant les mouvements de terrains, la commune a été reconnue en état de catastrophe naturelle au titre des dommages causés par la sécheresse en 1989, 1993, 2003 et 2016 et par des mouvements de terrain en 1999.

## Histoire
La place publique est entourée par la mairie, l'école et l'église de Saint-Amat, l'ancien presbytère, la scolaire. Jusqu'en septembre 1990, date de fermeture de l'école, cette place tenait lieu de cour de récréation. De la place publique, un chemin appelé dans le temps "la rue des Nobles", conduit au sommet du coteau, localement appelé le Tupet. Par temps clair, de ce tumulus situé à 280 mètres, qui domine la vallée de la Save, on peut admirer la chaîne des Pyrénées sur une longueur de 300 km. C'est en ce lieu, qu'à l'époque de la féodalité, était érigé un château fort dont les derniers vestiges, un pan de mur, ont été démolis il y a quelques années. Autrefois, ce terrain appartenait à la famille de Résséguier (voir chapelle attenante au cimetière).
Sauveterre, commune la plus importante du canton de Lombez comptait 605 habitants (entre 1790 et 1793). Il y avait 3 cafés, 2 épiciers, 2 forgerons maréchaux-ferrants, 1 filature, 1 boulanger, 1 entrepreneur de battage. Sauveterre est une commune essentiellement agricole, vouée à la culture et à l'élevage.

## Politique et administration

### Administration municipale
Le nombre d'habitants au recensement de 2011 étant compris entre 100 et 499, le nombre de membres du conseil municipal pour l'élection de 2014 est de onze,.

### Rattachements administratifs et électoraux
Commune faisant partie de l'arrondissement d'Auch de la communauté de communes du Savès (Gers) et du canton de Val de Save (avant le redécoupage départemental de 2014, Sauveterre faisait partie de l'ex-canton de Lombez).

### Liste des maires
| Période                                  | Période  | Identité       | Étiquette | Qualité  |
| ---------------------------------------- | -------- | -------------- | --------- | -------- |
| mars 2001                                | 2014     | Jean Magnoac   |           |          |
| mars 2014                                | 2020     | Michel Zamuner | DVG       | Retraité |
| 2020                                     | En cours | Bernard Lozes  |           |          |
| Les données manquantes sont à compléter. |          |                |           |          |

## Population et société

### Démographie
L'évolution du nombre d'habitants est connue à travers les recensements de la population effectués dans la commune depuis 1793. Pour les communes de moins de 10 000 habitants, une enquête de recensement portant sur toute la population est réalisée tous les cinq ans, les populations de référence des années intermédiaires étant quant à elles estimées par interpolation ou extrapolation. Pour la commune, le premier recensement exhaustif entrant dans le cadre du nouveau dispositif a été réalisé en 2006.

En 2022, la commune comptait 281 habitants, en évolution de +8,49 % par rapport à 2016 (Gers : +1,04 %, France hors Mayotte : +2,11 %).
| 1793 | 1800 | 1806 | 1821 | 1831 | 1841 | 1846 | 1851 | 1856 |
| ---- | ---- | ---- | ---- | ---- | ---- | ---- | ---- | ---- |
| 725  | 810  | 781  | 833  | 902  | 881  | 907  | 878  | 873  |

| 1861 | 1866 | 1872 | 1876 | 1881 | 1886 | 1891 | 1896 | 1901 |
| ---- | ---- | ---- | ---- | ---- | ---- | ---- | ---- | ---- |
| 874  | 851  | 731  | 709  | 724  | 697  | 686  | 657  | 605  |

| 1906 | 1911 | 1921 | 1926 | 1931 | 1936 | 1946 | 1954 | 1962 |
| ---- | ---- | ---- | ---- | ---- | ---- | ---- | ---- | ---- |
| 581  | 606  | 489  | 477  | 449  | 432  | 396  | 400  | 364  |

| 1968 | 1975 | 1982 | 1990 | 1999 | 2006 | 2011 | 2016 | 2021 |
| ---- | ---- | ---- | ---- | ---- | ---- | ---- | ---- | ---- |
| 326  | 283  | 264  | 219  | 229  | 233  | 234  | 259  | 286  |

| 2022 | - | - | - | - | - | - | - | - |
| ---- | - | - | - | - | - | - | - | - |
| 281  | - | - | - | - | - | - | - | - |

| selon la population municipale des années : | 1968 | 1975 | 1982 | 1990 | 1999 | 2006 | 2009 | 2013 |
| Rang de la commune dans le département      | 120  | 105  | 127  | 139  | 130  | 154  | 168  | 163  |
| Nombre de communes du département           | 466  | 462  | 462  | 462  | 463  | 463  | 463  | 463  |

### Enseignement
Sauveterre fait partie de l'académie de Toulouse.
La commune disposait d'une école primaire jusqu'en 1990.

### Manifestations culturelles et festivités
La fête patronale a lieu pour la Saint-Amat, le 26 novembre. Pour cette fête, un bœuf était jadis tué et débité sur place.
Les bouilleurs de cru, Ariégeois, venaient trois semaines environ, début novembre, pour distiller.

### Activités sportives
Chasse, pétanque, randonnée pédestre,

## Économie

### Revenus
En 2018  (données Insee publiées en septembre 2021), la commune compte 115 ménages fiscaux, regroupant 255 personnes. La médiane du revenu disponible par unité de consommation est de 20 500 € (20 820 € dans le département).

### Emploi
|                | 2008  | 2013  | 2018  |
| -------------- | ----- | ----- | ----- |
| Commune        | 3,8 % | 3,5 % | 5,8 % |
| Département    | 6,1 % | 7,5 % | 8,2 % |
| France entière | 8,3 % | 10 %  | 10 %  |

En 2018, la population âgée de 15 à 64 ans s'élève à 165 personnes, parmi lesquelles on compte 83,3 % d'actifs (77,6 % ayant un emploi et 5,8 % de chômeurs) et 16,7 % d'inactifs,. Depuis 2008, le taux de chômage communal (au sens du recensement) des 15-64 ans est inférieur à celui de la France et du département.
La commune est hors attraction des villes,. Elle compte 59 emplois en 2018, contre 60 en 2013 et 44 en 2008. Le nombre d'actifs ayant un emploi résidant dans la commune est de 129, soit un indicateur de concentration d'emploi de 45,7 % et un taux d'activité parmi les 15 ans ou plus de 60,4 %.
Sur ces 129 actifs de 15 ans ou plus ayant un emploi, 34 travaillent dans la commune, soit 26 % des habitants. Pour se rendre au travail, 78,7 % des habitants utilisent un véhicule personnel ou de fonction à quatre roues, 1,6 % les transports en commun, 4,1 % s'y rendent en deux-roues, à vélo ou à pied et 15,6 % n'ont pas besoin de transport (travail au domicile).

### Activités hors agriculture

#### Secteurs d'activités
17 établissements sont implantés  à Sauveterre au 31 décembre 2019.
Le secteur de la construction est prépondérant sur la commune puisqu'il représente 29,4 % du nombre total d'établissements de la commune (5 sur les 17 entreprises implantées  à Sauveterre), contre 14,6 % au niveau départemental.

#### Entreprises et commerces

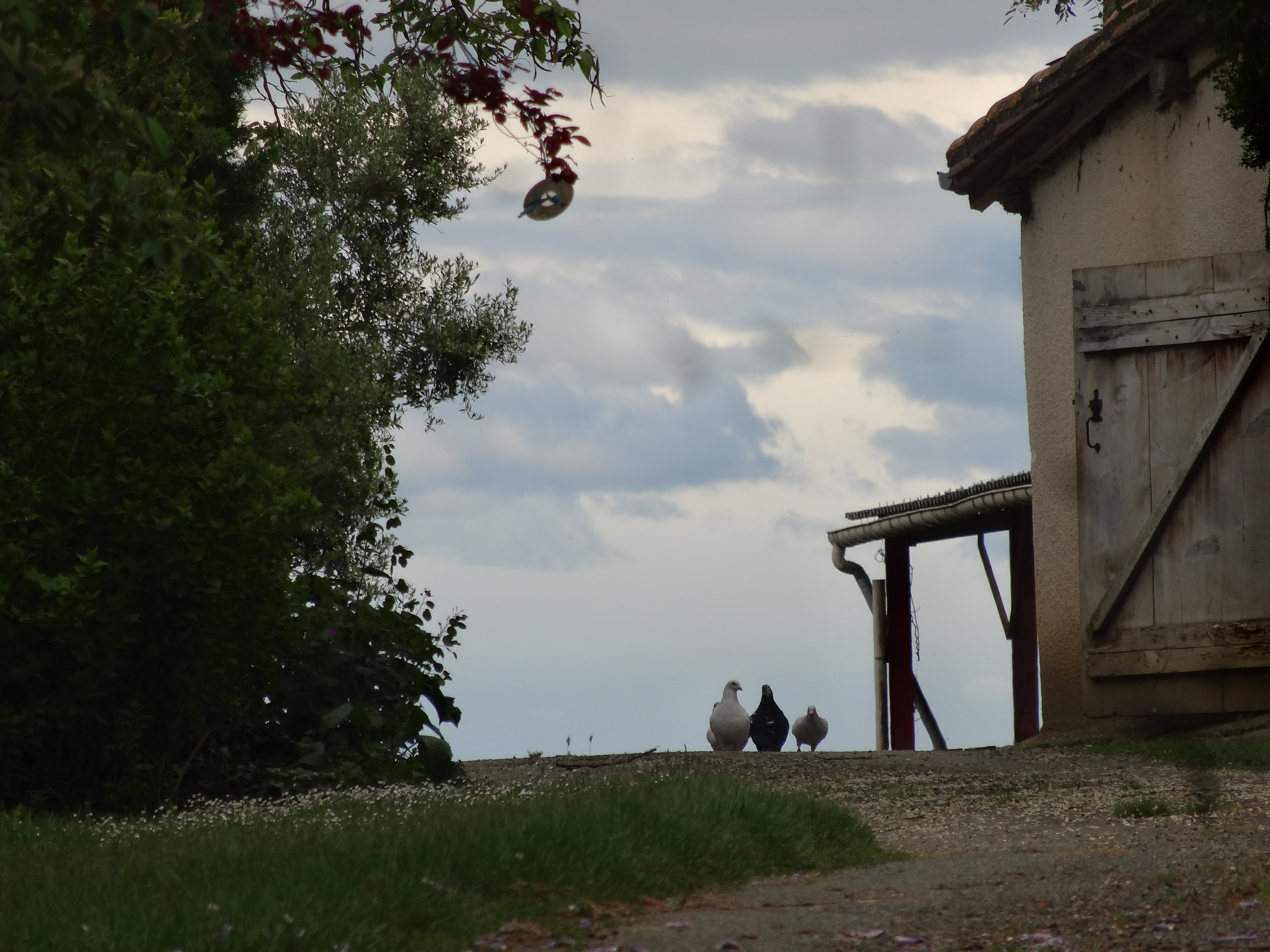
Aperçu d'une ferme située à Sauveterre.

La production agricole est constituée de cultures de blé, de maïs et de tournesols, ainsi que d'élevage bovin.

### Agriculture
La commune est dans l'Astarac, une petite région agricole englobant tout le Sud du département du Gers, un quart de sa superficie, et correspondant au pied de lʼéventail gascon. En 2020, l'orientation technico-économique de l'agriculture  sur la commune est la polyculture et/ou le polyélevage.
|               | 1988  | 2000  | 2010  | 2020  |
| ------------- | ----- | ----- | ----- | ----- |
| Exploitations | 37    | 30    | 26    | 16    |
| SAU (ha)      | 1 512 | 1 612 | 1 801 | 1 304 |

Le nombre d'exploitations agricoles en activité et ayant leur siège dans la commune est passé de 37 lors du recensement agricole de 1988  à 30 en 2000 puis à 26 en 2010 et enfin à 16 en 2020, soit une baisse de 57 % en 32 ans. Le même mouvement est observé à l'échelle du département qui a perdu pendant cette période 51 % de ses exploitations,. La surface agricole utilisée sur la commune a également diminué, passant de 1 512 ha en 1988 à 1 304 ha en 2020. Parallèlement la surface agricole utilisée moyenne par exploitation a augmenté, passant de 41 à 82 ha.

## Culture locale et patrimoine

### Lieux et monuments
- L'église paroissiale Saint-Amat de Sauveterre ;
- La chapelle Saint-Christophe de Pérès.

### Personnalités liées à la commune
- Jules de Rességuier, écrivain qui repose au cimetière.
- Jean de Lescun
- Roger Laburthe (1899-1984), né à Sauveterre, journaliste et homme politique.